# Isabelle Emmerique
Isabelle Emmerique, née le 12 janvier 1957, est une artiste laqueur française de renommée internationale.

## Formation et carrière
Elle est diplômée de l'ENSAAMA en 1979. Elle y devient professeure en 1998 ; de 1981 à 2001, elle est aussi enseignante à l'ADAC (Association pour le développement de l'animation culturelle).
Depuis 2008, elle est chargée de mission chez Hermès pour la fabrication d'objets laqués.
Une exposition lui est consacrée au musée d'art de Colombes (Hauts-de-Seine), de novembre 2023 à mars 2024.

## Réalisationsin situet expositions
- 1984 : siège social MAIF (Niort).
- Hall central de l'hôtel Nikko, aéroport d'Osaka.
- 2014 : Couvent Notre-Dame-de-Fidélité à Douvres (Calvados).
- nombreuses expositions de ses œuvres en France et à l'étranger.

## Distinctions
- Grand Prix de la Triennale de Kanazawa au Japon (2005) (attribué pour la première fois à un laqueur occidental)[1].
- Nommée Maître d'Art pour la création contemporaine par le ministère de la Culture (2006)[2].

## Ouvrage
- I. Emmerique, Les Portes du monde (Gates of the World), éd. Chemins de Traverse, 2023.

## Sources
- catalogue d'exposition 2023-2024, Isabelle Emmerique, laqueur voyageur, musée d'art et d'histoire de Colombes.
- ouvrage collectif (bilingue fr-ang.), Isabelle Emmerique. Laques ; par Thierry Sarmant, Monica Kopplin, Jean-Pierre Bousquet, Françoise Seince, éd. Nicolas Chaudun, 2012.
- documentaire de Viviane Blassel, Sur mesures - Isabelle Emmerique, laqueur voyageur, 2010.